# 뉴포트 카운티 AFC
뉴포트 카운티 AFC(Newport County Association Football Club)는 웨일스 뉴포트를 연고로 하는 축구 클럽이다.

## 성적
- 풋볼 리그 3부 남부 리그 우승 1회 (1939)
- 콘퍼런스 내셔널 플레이오프 우승 1회 (2013)
- 콘퍼런스 사우스 우승 1회 (2010)
- 서던 풋볼 리그 미들랜드 디비전 우승 1회 (1995), 준우승 1회 (1999)
- 헬레닉 리그(Hellenic League) 우승 1회 (1990)
- 웰시 컵 우승 1회 (1980), 준우승 2회 (1963, 1987)
- FA 트로피 준우승 1회 (2012)
- 헬레닉 리그컵(Hellenic League Cup) 우승 1회 (1990)
- 몬머스셔/권트 시니어컵(Monmouthshire/Gwent Senior Cup) 우승 25회 (1921, 1922, 1923, 1924, 1926, 1928, 1932, 1936, 1954, 1958, 1959, 1965, 1968, 1969, 1970, 1972, 1973, 1974, 1997, 1998, 1999, 2000, 2001, 2002, 2004, 2005, 2011, 2012), 준우승 1회 (1934)
- 글로스터셔 시니어 챌린지컵(Gloucestershire Senior Challenge Cup) 우승 1회 (1994)
- 헤리퍼드셔 시니어컵(Herefordshire Senior Cup) 우승 1회 (2000)

## 선수 명단

### 현역
참고: FIFA 자격 규정에 따라 소속된 국가대표팀 국기를 표시합니다. 선수는 복수의 FIFA 비회원국 국적을 가지고 있을 수 있습니다.
| 번호 | 포지션 | 국적   | 이름          |
| ---- | ------ | ------ | ------------- |
| 12   | DF     | 웨일스 | 조 토마스     |
| 17   | MF     | 웨일스 | 키에론 에반스 |

| 번호 | 포지션 | 국적   | 이름    |
| ---- | ------ | ------ | ------- |
| 20   | MF     | 웨일스 | 댄 바튼 |

## 역대 감독
| 감독      | 임기 |
| --------- | ---- |
| 테리 버처 | 2015 |